# GE C30-7
La GE C30-7 est une locomotive Diesel à six essieux moteurs produite par le constructeur GE Transportation, filiale du géant industriel américain General Electric, de 1976 à 1986. Comme le veut la tradition, son identification « Dash 7 » signifie que sa fabrication a été lancée dans les années 1970.
Il s'agit d'une version plus actualisée de la GE U30C. Elle donnera naissance aux C36-7 (3 600 ch puis 3 750 au lieu de 3 000. Les C30-7 seront néanmoins plus nombreuses que les C36 en Amérique avec un total de 1 078 exemplaires. Particulièrement adaptées aux trains les plus lourds, elles seront les principales concurrentes des SD40-2 du concurrent Electro-Motive Division. Les dernières C30-7 utilisées sur les lignes principales par les grandes compagnies s'effacent dans les années 1990-2000. Plusieurs sont encore utilisées aux États-Unis par de petits réseaux locaux tandis que de nombreux exemplaires ont été exportés vers le Brésil et l'Estonie. Les chemins de fer iraniens et mongols ont également commandé une version modifiée tandis que GE et le réseau Santa Fe ont reconstruit des GE plus anciennes les rendant techniquement semblables, voire supérieures, aux C30-7.

## Histoire

### Mise au point
General Electric avait déjà mis au point un modèle de locomotive à six essieux moteurs à la puissance de 3 000 ch en 1966. Appelée, GE U30C, elle appartenait à la première génération de locomotives diesel de ligne de GE, les GE Universal, et s'était vendue à 600 exemplaires jusqu'en 1976.
Dotées d'un moteur de nouvelle génération « Dash 7 » et de ventilateurs débordants issus de GE Universal de forte puissance (U33B à U36C), les premières C30-7 font leur apparition en 1976.
Simultanément, GE met également au point les B30-7, équivalent à quatre essieux sur un châssis plus court. Ces locomotives complétées par les B36-7 seront généralement utilisées sur des trains plus légers ou les lignes à profil facile de la côte Est, remorquant des trains locaux en fin de carrière.

### États-Unis

#### Burlington Northern
Le Burlington Northern Railroad qui possédait déjà 180 U30C livrées à partir de 1972 et quatre plus anciennes par sa filiale du Colorado & Southern réceptionne les dix premières machines de la série (BN 5500 à 5509). En tout, la compagnie en possèdera 243 au total livrées en quatorze tranches : les 5500 à 5599 et 5000 à 5141 livrées par la suite. Essayées avec succès sur les trains de charbon extrait du bassin de la rivière Powder au Wyoming, elles épaulent les U30C sur ce trafic en plein essor. Le rival EMD connaissant d'importantes difficultés avec ses SD50, le BN se contente d'utiliser les SD40-2 plus anciennes (livrées jusqu'en 1980) et de commander les C30-7.
En 1991-1992, à l'occasion d'un passage en révision, 48 locomotives bénéfice d'un programme d'augmentation de leur puissance par modification du rapport d'engrenages, des réglages de l'électronique et le remplacement des moteurs de traction. 41 sont désignées "C33-7" en raison de leur puissance de 3 300 ch et sept autres sont mises au standard des C36-7et désignées ainsi par le BN. Se reconnaissant à leurs indicateurs de matricule rétro-éclairés peints en rouge eu lieu de noir, elles sont à nouveau désignées C30-7 à la création du BNSF en 1997.

#### Union Pacific
Les quinze premières C30-7 achetées par l'Union Pacific arrivent en 1977 et portent les numéros 2970 à 2984. L'année suivante, elles deviennent les 2400 à 2414 et les C30-7 suivantes, livrées jusqu'en 1980, sont numérotées à la suite jusque 2539. Plusieurs de ces 140 locomotives sont déjà hors-service lorsque la compagnie décide de réutiliser ce champ de numéro pour des SD60M en 1996-1998. Celles restantes sont renumérotées entre 400 et 534, le plus souvent en supprimant simplement le "2". Le reliquat de la série est radié entre 1997 et 2000

#### Santa Fe
Livrées entre 1978 et 1982, ces 167 C30-7 appartenant à plusieurs sous-variantes sont numérotées 8010 à 8166. Les machines de la tranche 8133-8152 étaient équipées du système de télécommande à distance Locotrol afin de remorquer de lourds trains sur la côte Ouest et des convois de céréales avec des machines de renfort ajoutées au milieu du train. Le fonctionnement de ces locomotives laissant à désirer, en 1989, 57 sont rendues à leur constructeur en l'échange d'une ristourne sur de nouvelles Dash 8-40B. 35 autres sont retirées de la circulation en 1992.

#### BNSF
À la fusion entre le Burlignton Northern et le Santa Fe en 1997, 290 C30-7 sont reprises à l'inventaire. Ce parc pléthorique comprenant plusieurs locomotives hors d'état est ramené à 100, venant principalement du Santa Fe. Garées en bon état à la suite de la décrue du trafic, plusieurs sont réactivées mais en 2002, à l'expiration de contrats de leasing, 59 exemplaires disparaissent. Les autres suivent peu après[Quand ?]. Aucune n'a jamais été repeinte en livrée BNSF.

#### Conrail
Conrail réceptionne dix C30-7 (6600-6609) en 1977. En 1984, ils sollicitent à nouveau GE pour davantage de C30-7 mais ce dernier ne construit plus ce modèle pour des compagnies américaines. Désireux de ne pas perdre ce marché, il met au point la C30-7A, une version des C36-7 dotée d'un moteur FDL-7 à douze cylindres atteignant 3 000 ch. Elles sont moins chères et plus économes en carburant que les C30-7 standard, à seize cylindres. Les nouvelles venues, seules C30-7A produites, sont numérotées 6550 à 6599.
En 1989, le Santa Fe déçu de la fiabilité des C30-7 en sa possession en rétrocède 57 à General Electric en l'échange de nouvelles Dash 8-40B. Au lieu d'être démolies, elles sont louées à diverses compagnies et Conrail prend possession d'une grande partie de la flotte en 1993, achetant directement au Santa Fe quelques machines supplémentaires pour disposer de 57 locomotives. Arrivées en livrée ATSF bleue et jaune ou "Kodak" rouge et jaune, elles sont revêtues de petits marquages "CRL" pour les locomotives louées ou "CR" pour celles achetées. Repeintes en bleu sans logos Conrail, elles sont radiées en 1996-1999 et revendues ou ferraillées. Les dix C30-7 ont été revendues en 1995.

#### Norfolk & Western
80 locomotives sont livrées au Norfolk and Western Railway en 1978-1979. Numérotées 8003 à 8082, elles sont dotées d'une cabine ordinaire, sans le nez haut d'ordinaire appliqué aux locomotives diesel du N&W. Peu avant l'intégration au sein du nouveau Norfolk Southern, quelques C30-7 sont repeintes en livrée rouge Tuscan avec marquages dorés, rappelant la livrée des premières locomotives diesel du N&W.

#### Norfolk Southern
En 1982, la fusion du Norfolk & Western et du Southern Railway donne naissance au NS. L'ensemble des C30-7, conservant leur numérotation, étendant leur rayon d'action d'année en année, en particulier après l'acquisition de Conrail en 1999.
Cette dernière compagnie apporte la moitié de ses C30-7A (numéros 8083 à 8111), ainsi que des C36-7 dont le NS désire se défaire, les échangeant contre les C30-7A allouées à CSX qui prennent les matricules 8112 à 8132.
La carrière des C30-7 d'origine N&W prend fin en 2001 et celle des C30-7A un an plus tôt.

#### Louisville & Nashville, Seaboard Coast Line, CSX
En 1979, le Louisville & Nashville et la compagnie Seaboard Coast Line sont déjà des sociétés sœurs, avec les couleurs "Family Lines" apposées aux nouvelles locomotives. La fusion n'interviendra qu'en 1982. La numérotation des C30-7 de ces deux firmes a été imbriquée en ce sens.
Le L&N posséda 44 locomotives (7000-7015, 7032-7051 et 7062-7069) arrivées en 1979-1980 ; le SCL 51 (7016-7031, 7052-7061 et 7070-7094) livrées de 1979 à 1981.
Après la création du Seaboard System en 1982, au-moins treize C30-7 sont repeintes dans une nouvelle robe conservant les mêmes couleurs avec de nouveaux logos disposées au centre de bandes rouges et jaunes en "S". La nouvelle fusion avec le Chessie System (B&O, C&O , etc.) intervenant en 1986 donne naissance au géant CSX transportation.
L'ensemble de la série, soit 95 locomotives, est pris en effectif par CSX. Plusieurs sont repeintes dans les éphémères livrées à dominante de gris : entièrement grise sauf les roues et le réservoir pour 9 exemplaires ; avec le toit, la cabine et le châssis bleus pour 7 autres et une variante de cette dernière avec le châssis gris surmonté par un liseré bleu pour la 7049. La livrée classique CSX avec un motif différent, châssis et les nez peints en jaune s'impose rapidement et concernera à la fois celles encore aux couleurs Family Lines ou Seaboard System et quelques-unes aux livrées CSX primitives. Les autres recevront un nez jaune avec le nouveau logo CSX pour améliorer la visibilité, y compris les 7032 et 7078 qui finiront leur carrière en livrée Family Lines.
À la dissolution de Conrail en 1999, CSX hérite de 11 GE C36-7 et récupère rapidement les 14 restantes cédées au Norfolk Southern en les échangeant contre des C30-7A reçues de Conrail. Numérotées 7116 à 7140, à la suite des C30-7, elles sont limitées à 3 000 ch et désignées comme C30-7 mais n'ont jamais été repeintes. La mise au rebut des "vraies" C30-7 de la compagnie a déjà débuté et s'achève vers 2005 ; les ex-C36-7 suivant peu après.
La 7067, radiée en 1999 et démotorisée, a échappé à la démolition en étant repeinte aux couleurs de l'équipe sportive de l'Université Marshall (vert et blanc) par les ateliers CSX d'Huntington (Virginie). Elle était parquée en vue des passants et exposée lors de compétitions sportives. Risquant de finir à la ferraille après un changement de propriétaire en 2017, elle est finalement rachetée par l'association Kentucky Steam et restaurée aux frais de CSX dans sa livrée d'origine avec logo Louisville & Nashville.

### Mexique

#### Ferrocarriles Nacionales de México
Les chemins de fer étatiques (NdeM puis FNM) seront le plus grand utilisateur de C30-7 avec 305 locomotives livrées de 1978 à 1983 et numérotées 6700-6799, 9600-9656 et 11001-11148. Les 11040-11090 et 11129-11148 ont été assemblées au Mexique à l'aide de composants fournis en kits. Plusieurs locomotives supplémentaires ont été commandées mais annulées faute de capitaux ; les châssis de dix d'entre-elles servant à la construction de C36-7 pour le Missouri Pacific.
Au Mexique, elles remorquaient non seulement des convois de marchandises mais aussi des trains de voyageurs, en dépit de l'absence de chauffage vapeur qui pouvait alors être fourni par une locomotive additionnelle. Plus tard[Quand ?], des C30-7 utilisées par le FCP ont rejoint le FNM.
Sorties d'usine en livrée NdeM rouge et noir, elles ont pour beaucoup été repeintes dans les coloris à deux tons de bleu et bandes rouges du FNM avant de disparaître de la circulation dans les années 2000.

### Estonie
La compagnie nationale fondée en 1992 après la fin de l'URSS, Eesti Raudtee (EVR), avait un important besoin en locomotives et racheta 58 GE C36-7 d'origine Union Pacific ainsi que 15 GE C30-7A de Conrail. Repeintes dans la livrée des EVR et adaptées à la voie de 1520 mm, elles circulent toujours.
En 2017, un projet de modernisation radicale a été entamé (nouveau moteur, nouvelle carrosserie, etc.), concernant actuellement les seules C30-7A.

## Autres projets